# Ulla Ruuth-Haglund
Ulla Ruuth-Haglund, född 26 juni 1918 i Uppsala, död 26 augusti 1969, var en svensk målare, tecknare, formgivare och konsthantverkare.
Hon var dotter till läkaren Bengt Egil Ruuth och Elsa Folcke samt från 1944 gift med konstnären Gösta Haglund.
Ruuth-Haglund studerade vid Otte Skölds målarskola 1937 och Konstakademien i Stockholm 1938–1943 samt vid Akke Kumliens skola för bokkonst 1943–1945. Hon medverkade i utställningen Unga tecknare på Nationalmuseum, Sju sörmlänningar på Eskilstuna konstmuseum, Sveriges allmänna konstförenings vårsalong på Liljevalchs konsthall, Östgöta konstförenings utställningar och tillsammans med Erik Karlström och Folke Hellström-Lind på Eskilstuna konstmuseum. 
Hon tilldelades Östgöta konstförenings stipendium 1956. 
Hennes konst består av små landskap i olja och tusch. Hon har komponerat mönster för tapeter, samt arbetat med bokillustrationer bland annat illustrerade hon Berit Spongs Vårt eget och Guy de Maupassants Noveller.
Ruuth-Haglund är representerad vid Göteborgs konstmuseum, Eskilstuna konstmuseum och Östergötlands museum. Hon är begravd på Tumbo kyrkogård.